# Малдева Ратхор
Малдева Ратхор (*1511 — 7 листопада 1562) — раджпутський раджа держави Марвар у 1532—1562 роках.

## Життєпис

### Молоді роки
Походив з клану Ратхор. Син рани Ганга.  Народився 1511 року. 1527 року очолював 4-тисячне військо Марвару у складі коаліції на чолі із Санграм Сінґхом I, магараною Меврау, у битві біля Кханви проти могольського падишаха Бабура. За переказами, Маледва був одним з тих, хто виніс пораненого магарану з поля бою. Повернувшись до Марвару, активно брав участь у політиці. 1532 року за більшістю свідчень вбив батька, скинувши того з балкону. В результаті Малдева обійняв трон.

### Панування
Скориставшись смертю Бабура у 1530 році, а також постійними війнами повсталих афганських та індійських раджів проти Хумаюна, раджа Малдева захопив міста Мерта, Джайтаран, Сівана, Джалор, Тонк, Нагаур, Аджмер. Втім 1533 року зазнав поразки від гуджаратського султана Бахадур-шаха.
У 1540 році до нього по допомогу звернувся Хумаюн. Раджа Марвара погодився підтримати останнього проти Шер-хана Сурі. Проте Хумаюн зумів прийти до Раджпутани лише у 1541 році, коли виникла загроза Марвару з боку Сурі. Тому Малдева відмовився допомогти Хумаюну.
У 1543 році Шер-хан з 80-тисячною армією рушив проти Марвара. Раджа Малдева виступив йому назустріч з 50-тисячним військом. Війська зустрілися біля с. Саммел (90 км від Джодхпура). Протягом місяця армії стояли одна проти одної. Становище Шер-хана стало доволі складним, тому він скористався військовою хитрістю. У табір раджпутів було підкинуто листа нібито за підписами впливових раджпутів, який начебто спрямовувався Шер-хану. Малдева Ратхор піддався на хитрість й з вірними частинами відступив з поля, не вступивши в бій. Біля Саммела залишилося тільки 20 тисяч раджпутів, які запекло билися з Шер-ханом, завдавши тому відчутних втрат.
Тим часом Малдева відступив до Джодхпура, але вимушений був полишити його без бою на користь Шер-хана. З Джодхпура Малдева відійшов до Сівана. Проте Шер-хан не ставив за мету підкорення Марвара, а лише його ізоляцію. Це й було досягнуто — захоплено священну гору Абу, міста Аджмер, Джодхпур, фортецю Чітор.
У 1545 році після смерті Шер шаха раджі Малдеві вдалося відновити свої володіння. Спочатку виступив проти Хаджі-хана, що став правителем Аджмера і Нагаура (залишався васалом династії Сурі). Але тому на допомогу прийшли Удай Сінґх II Сесодія, магарана Мевару, та Кал'ян Мал, рао біканеру, які змусили Малдеву відступити. 1555 року надав прихисток Хаджі-хану, якого переміг Удай Сінґх II. 1557 року Маледва завдав останнього поразки в битві біля Халмоді, за цим відняв у переможеного місто-фортецю Мерта. Невдовзі за цим завдав поразки Бгармалу Качвасі, раджи Амберу, поразки, змусивши того визнати свою зверхність.
Невдовзі стикнувся з всторгненням могольськоготп адишаха Акбара, який вже 1557 року відняв в Хаджі-хана міста Нагаур і Аджмер, а 1558 року атакував марварські володіння. Малдева чинив активний спротив, змусивши захистити практично усі володіння, поступившись лише містом Парбатсар. Помер раджа Малдева 7 листопада 1562 року. Йому спадкував син Чандрасен.

## Культурна діяльність
Активно прикрашав свою столицю різними будівлями. Був великим любителем і покровителем мистецтва, зйого періоду активного розвитку набула марварська школа мініатюри, прикладом чого став ілюстрований примірник «Уттарадх'яни Сутри». Від цього періоду збереглися також залишки фресок в палаці Чаукхела.